# Kaputdzjugh
Kaputdzjugh (armeniska: Կապուտջուղ), azerbajdzjanska: Qapıcıq, är ett 3 905 m högt berg som ligger på gränsen mellan Armenien och Azerbajdzjan. Det är det högsta berget i Azerbajdzjan och det näst högsta i Armenien. 